# David Colyear
David Colyear, I conde de Portmore (1656 – Weybridge, 2 de enero de 1730) fue un militar y político británico. Gobernador de Gibraltar entre 1713 y 1720.

## Biografía
Hijo de sir Alexander Robertson, originario de Perthshire, desde niño vivió en los Países Bajos, donde su familia adquirió considerables propiedades y adoptó el apellido de Colyear. 
Accedió al ejército de Guillermo de Orange en 1674, ascendiendo al rango de teniente general de la Brigada Escocesa, los tres regimientos escoceses que lucharon durante décadas al servicio de los Países Bajos. Cuando Guillermo desembarcó en Torbay, Colyear dirigió sus tropas en noviembre de 1688. Más tarde participó en la mayoría de las campañas del soberano en Irlanda, siendo nombrado gobernador de Limerick en 1691. Por sus servicios en Irlanda se le otorgó el título de Lord Portmore el 1 de junio de 1699. En 1702, alcanzó el rango de general de división y el 27 de febrero de 1703 recibió el mando del 2.º de Infantería. El 13 de abril de 1703, fue nombrado conde de Portmore, vizconde de Milsington y Lord Colyear. 
Participó en la Guerra de sucesión española y en la batalla de Cádiz (1702) y luego en la Batalla de Rande, en la ría de Vigo, a finales de ese año.  En 1710 fue nombrado comandante en jefe de las fuerzas armadas escocesas y en enero de 1711 fue elevado al rango de general. En 1712, sirvió bajo el mando del duque de Ormonde en Flandes, y ese mismo año fue nombrado miembro del consejo privado del rey y caballero de la Orden del Cardo. 
En agosto de 1713 fue nombrado gobernador de Gibraltar y en octubre de ese año fue elegido uno de los dieciséis pares representativos de Escocia. Fue sustituido como gobernador de Gibraltar en 1720 por Richard Kane.
Con motivo del Sitio de Gibraltar (1727), asumió el mando de las tropas, pero la llegada del almirante Charles Wager con once buques de guerra despejó el peligro del asedio.
Murió el 2 de enero de 1730. 

## Matrimonio e hijos

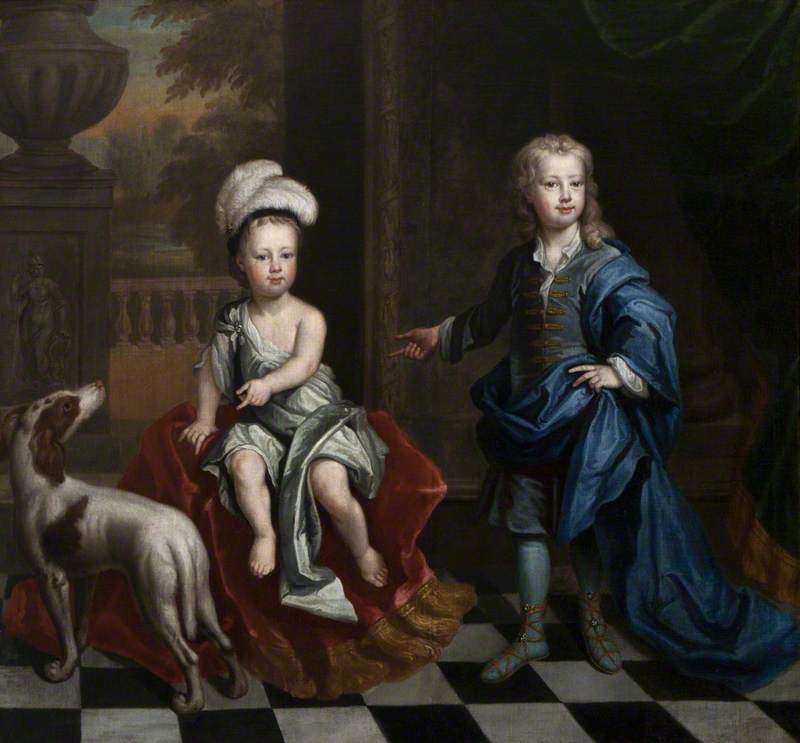
David Colyear tuvo dos hijos (en la imagen) con Catherine Sedley.

David Colyear se casó con Catherine Sedley, hija de sir Charles Sedley de Southfleet y examante del rey Jacabo II de Inglaterra . 

## Distinciones
- Caballero de la Orden del Cardo